# 松島美菜
松島 美菜（まつしま みな、1991年1月25日 - ）は、千葉県出身の日本の元競泳選手。

## 経歴
東海大浦安高校を経て、薬剤師を目指していたために日本大学薬学部に進学した。2009年の学生選手権200m平泳ぎでは、2位ながら2分22秒82を記録した。2012年の日本選手権では、100m平泳ぎでオリンピック派遣標準記録を突破する1分7秒54で2位となり、ロンドンオリンピック代表に選ばれた。
2016年に引退し、2017年に薬剤師免許を取得。

## 主な戦績
(全て平泳ぎでの成績)
- 2008年 - インターハイ　200m　優勝
- 2009年 - 日本選手権　100m　5位
- 2009年 - 学生選手権　100m　2位　200m　2位
- 2009年 - 国体　100m　4位
- 2010年 - 短水路選手権　50m　2位　100m　優勝
- 2010年 - 日本選手権　50m　2位　100m　3位
- 2010年 - ジャパンオープン　200m　4位
- 2010年 - パンパシフィック選手権　50m　7位　100m　7位
- 2011年 - 短水路選手権　50m　優勝　100m　3位
- 2011年 - 競泳国際大会代表選手選考会　50m　3位　100m　6位
- 2011年 - ジャパンオープン　50m　2位　100m　2位
- 2011年 - 学生選手権　100m　2位　200m　8位
- 2011年 - 国体　100m　3位
- 2011年 - ワールドカップ東京大会　100m　4位　200m　4位
- 2012年 - 短水路選手権　50m　2位
- 2012年 - 日本選手権　100m　2位

## 自己ベスト
- 50m平泳ぎ　31秒81
- 100m平泳ぎ　1分7秒17
- 200m平泳ぎ　2分22秒82